# Karine Sergerie
Karine Sergerie (Sainte-Catherine, 1 de fevereiro de 1975) é uma taekwondista canadense.
Karine Sergerie competiu nos Jogos Olímpicos de 2008 e 2012, na qual conquistou a medalha de prata, em 2008.